# Untamed (Achterbahn)
Untamed in Walibi Holland (Biddinghuizen, Flevoland, Niederlande) ist eine Stahlachterbahn vom Typ IBox Track des Herstellers Rocky Mountain Construction, die am 1. Juli 2019 eröffnet wurde. Sie nutzt teilweise die Stützeninfrastruktur der Achterbahn Robin Hood des Herstellers Vekoma, die vorher an derselben Stelle stand.
Die 1085 m lange Strecke erreicht eine Höhe von 36,5 m und besitzt eine 35,4 m hohe erste Abfahrt von 80°. Auf der Strecke wurden fünf Inversionen verbaut: ein doppelter Inverting Stall von 270°, der aus zwei Inversionen besteht, ein Step-Up Under Flip und eine Barrel Roll. Die Strecke beinhaltet insgesamt 14 Airtime-Momente.
Untamed besitzt zwei Züge mit jeweils sechs Wagen. In jedem Wagen können vier Personen (zwei Reihen à zwei Personen) Platz nehmen.
Der Bau der Achterbahn kostete 12,5 Mio. Euro. Die Achterbahn hat eine Kapazität von 900 Fahrgästen pro Stunde und wurde von dem Achterbahndesigner Alan Schilke designt.
Die Bahn wurde 2019 mit dem FKF-Award des Freundeskreis Kirmes und Freizeitparks in der Kategorie Achterbahn ausgezeichnet.